# The Life Burns Tour
The Life Burns Tour – wydawnictwo DVD fińskiej grupy muzycznej Apocalyptica, wydane 26 maja 2006 roku.

## Lista utworów
Opracowano na podstawie materiału źródłowego.
| Main Show (Düsseldorf) | Main Show (Düsseldorf)      | Main Show (Düsseldorf)                | Main Show (Düsseldorf) |
| Nr                     | Tytuł utworu                | Muzyka                                | Długość                |
| ---------------------- | --------------------------- | ------------------------------------- | ---------------------- |
| 1.                     | „Intro”                     |                                       | 0:46                   |
| 2.                     | „Path”                      | Toppinen                              | 2:34                   |
| 3.                     | „Master of Puppets”         | Burton, Hetfield, Ulrich, Hammett     | 7:14                   |
| 4.                     | „Somewhere Around Nothing”  | Toppinen                              | 4:40                   |
| 5.                     | „Fight Fire With Fire”      | Burton, Hetfield, Ulrich              | 3:57                   |
| 6.                     | „Quutamo”                   | Toppinen                              | 3:44                   |
| 7.                     | „Heat”                      | Toppinen                              | 3:48                   |
| 8.                     | „Betrayal”                  | Kivilaakso                            | 4:07                   |
| 9.                     | „Nothing Else Matters”      | Hetfield, Ulrich                      | 6:25                   |
| 10.                    | „Hope”                      | Toppinen                              | 3:43                   |
| 11.                    | „Life Burns!”               | Toppinen                              | 3:10                   |
| 12.                    | „Fisheye”                   | Toppinen                              | 4:38                   |
| 13.                    | „Bittersweet”               | Toppinen                              | 5:24                   |
| 14.                    | „Seek And Destroy”          | Hetfield, Ulrich                      | 5:20                   |
| 15.                    | „Prologue”                  | Toppinen                              | 3:03                   |
| 16.                    | „Creeping Death”            | Burton, Hetfield, Ulrich, Hammett     | 4:29                   |
| 17.                    | „Inquisition Symphony”      | Kisser, Cavalera, Cavalera, Paulo Jr. | 6:11                   |
| 18.                    | „Enter Sandman”             | Hetfield, Ulrich, Hammett             | 3:33                   |
| 19.                    | „Refuse/Resist”             | Kisser, Cavalera, Cavalera, Paulo Jr. | 5:07                   |
| 20.                    | „Hall Of The Mountain King” | Edvard Grieg                          | 4:43                   |
|                        |                             |                                       | 1:26:36                |

| Bonus Material | Bonus Material    | Bonus Material |
| Nr             | Tytuł utworu      | Długość        |
| -------------- | ----------------- | -------------- |
| 1.             | „US Tourfilm”     | 7:39           |
| 2.             | „EPK – Repressed” | 4:04           |
|                |                   | 11:43          |

| Video Collection | Video Collection                           | Video Collection | Video Collection |
| Nr               | Tytuł utworu                               | Reżyseria        | Długość          |
| ---------------- | ------------------------------------------ | ---------------- | ---------------- |
| 1.               | „Bittersweet ft. Lauri Ylönen, Ville Valo” | Antti Jokinen    | 3:26             |
| 2.               | „Life Burns! ft. Lauri Ylönen”             | Patric Ullaeus   | 3:06             |
| 3.               | „En Vie ft. Emmanuelle Monet”              | Uwe Flade        | 3:24             |
| 4.               | „Faraway Vol.2 ft. Linda Sundblad”         | Olaf Heine       | 3:31             |
| 5.               | „Somewhere Around Nothing”                 | Omar Abulzahab   | 3:46             |
| 6.               | „Seemann ft. Nina Hagen”                   | Taku Kaskela     | 4:05             |
| 7.               | „Repressed ft. Matt Tuck, Max Cavalera”    | Ralf Strathann   | 3:48             |
|                  |                                            |                  | 25:06            |

## Twórcy
Opracowano na podstawie materiału źródłowego.
| - Eicca Toppinen – wiolonczela - Paavo Lötjönen – wiolonczela - Perttu Kivilaakso – wiolonczela - Mikko Sirén – perkusja | - Svante Forsback – mastering - T-T Oksala – miksowanie - Marc Schuetrumpf – produkcja muzyczna - Paul Hauptmann – produkcja muzyczna |